# Femi Taylor
Femi Taylor est une danseuse et actrice britannique née au Niger. Elle est connue pour avoir joué la danseuse Twi'lek Oola sacrifiée par Jabba le Hutt dans le film Star Wars, épisode VI : Le Retour du Jedi. Elle reprit le rôle quatorze ans plus tard pour le tournage de nouvelles scènes pour la sortie de la Special Edition du film en 1997, c'est la seule actrice du film original à avoir tourné les nouvelles scènes. Du fait de son rôle dans ce film, elle apparaît dans des conventions de science-fiction ou Star Wars.
Taylor a également joué Tantomile dans la production originale londonienne de Cats en 1981. Elle apparaît dans la version télévisée de 1998 de Cats où elle joue le rôle d'Exotica, personnage qui fut créé pour elle pour ce film.
Son frère Benedict Taylor joue le rôle du pilote Bravo 2 dans Star Wars, épisode I : La Menace fantôme.
Femi est mariée et a deux enfants.

## Filmographie
- BIM Stars (1980)
- Star Wars, épisode VI : Le Retour du Jedi (1983)
- A Kink in the Picasso (1990)
- Flirting (1991)
- Cats (1998) (TV)
- Star Wars, épisode VI : Le Retour du Jedi - Special Edition (1997)